# Orient-Express (1944)
Orient-Express ist ein deutscher Kriminalfilm aus dem Jahre 1944 von Viktor Tourjansky. Die Hauptrollen spielen Rudolf Prack, Gusti Wolf, Siegfried Breuer und Paul Dahlke.

## Handlung
Während der legendäre Orient-Express gerade den Balkan passiert, ertönt ein markerschütternder Schrei und irgendjemand zieht während der Durchquerung eines Tunnels die Notbremse. Der Zug kommt zum Stehen, und der Zugbegleiter schaut in jedes Abteil hinein, um herauszufinden, wer die Bremse gezogen hatte. Dabei entdeckt er einen Toten, der offensichtlich ermordet wurde. Es handelt sich um einen Rechtsanwalt namens Branko. Sofort wird die Kriminalpolizei des Landes, auf dessen Territorium man sich gerade befindet, eingeschaltet. Kriminalkommissar Iwanowitsch und der Kriminalanwärter Costa Balaban aus dem nächstgelegenen kleinen Örtchen Tarna nehmen, nachdem man die Zugstation des Ortes erreicht hat, die Ermittlungen auf. Jeder der befragten Fahrgäste scheint verdächtig, und so mancher Reisende hat tatsächlich etwas auf dem Kerbholz oder verschweigt zumindest etwas.
Zunächst klärt sich, dass der Diener des noblen Baron Hübner, Franz Schulz, die Notbremse gezogen hat. Der Grund dafür war äußerst banal: Franz wollte der hübschen jungen Mitreisenden Sonja Tonschek imponieren. Doch als Mörder kommt er nicht infrage. Um einiges verdächtiger erscheint Franzens Arbeitgeber, der aalglatt wirkende und sich weltläufig gebende Baron. Er hat eine Kopfverletzung, von der er behauptet, dass er sich diese beim ruckartigen Halt des Zuges zugezogen habe. Oder hat sich womöglich der Ermordete kurz vor seinem Dahinscheiden gegenüber dem Übeltäter handfest gewehrt? Iwanowitschs Verdacht gegenüber dem Adeligen scheint sich zunächst zu verhärten, da sich bald herausstellt, dass des Barons geschiedene Gattin, Frau Dr. Inge Geldern, die neue Verlobte des Toten gewesen ist. Handelt es sich also um eine Bluttat aus Eifersucht?
Seiner Exzellenz, einem hochrangigen Politiker, ebenfalls als Passagier an Bord, dauert der Aufenthalt schon jetzt viel zu lange, und so lobt der betagte Mann einen Betrag von 10.000 Reichsmark aus, wenn der Täter in den folgenden zwei Stunden gefasst werden sollte. Daraufhin legen die beiden Polizeibeamten einen Zahn zu. Bei Branko gefundene Unterlagen belegen, dass der Tote trotz seiner Verlobung mit Inge noch mit der Schauspielerin Vera Panaid verheiratet gewesen war. Iwanowitsch und Balaban mutmaßen, dass hier der Schlüssel zur Lösung des Falles liegen könnte. Zwischen der eilig herbeigeholten Dame und dem im Zug mitfahrenden Detektiv Holzer scheint es gleichfalls eine Verbindung zu geben – auch wenn dieser behauptet, dass er auf Brankos Wunsch hin den Anwalt unauffällig begleitet habe.
Fahrgast Kruckenhauser wiederum, ein Metzger, erkennt in Vera eine Frau wieder, die in einen Erbschaftsschwindel verwickelt gewesen war. Ihr damaliger Partner war eben jener Herr Holzer. Bald rundet sich das Bild ab: Holzer und Vera sind ein Betrügerpärchen. Während der selbsternannte Detektiv stets Ausschau nach todkranken Herren hielt, die demnächst ableben und ein Erbe hinterlassen könnten, haben die beiden im Anschluss daran die Papiere des Moribunden gefälscht und Vera als die jeweilige Ehefrau (und damit auch Erbin) hingestellt. Doch im Falle Branko ist etwas schiefgelaufen: Der Todkranke hatte sich berappelt und wurde wieder gesund. Als Branko seine Inge schließlich heiraten wollte, wurde ihm auf dem Standesamt bescheinigt, dass er bereits verheiratet sei, und zwar mit eben jener Vera Panaid. Daraufhin begann Branko auf eigene Faust Nachforschungen anzustellen, was Holzer offensichtlich den Angstschweiß auf die Stirn trieb.
Schließlich werden daraufhin Holzer und seine Komplizin Vera, die Holzer beschuldigt, die Morde begangen zu haben, verhaftet. Der Baron kann sich wieder seiner Ex annähern, und Diener Franz darf sich wieder ganz seiner Herzdame Sonja widmen. Und der markerschütternde Schrei zu Beginn der Geschichte? Den haben mehrere Geiger aus Wut verursacht, als sie beim Einspielen in den dunklen Tunnel einfuhren. Großzügig übergibt Iwanowitsch die ausgelobte Belohnung in Höhe von 10.000 Mark an Balaban, der als erster den richtigen Riecher bezüglich Holzer gehabt hatte. Der kann das Geld sehr gut brauchen, ist er doch wenige Stunden zuvor Vater von drei Kindern geworden.

## Produktionsnotizen
Orient-Express wurde ab dem 4. Dezember 1943 komplett in den Bavaria-Ateliers in Geiselgasteig gedreht, die Dreharbeiten wurden Mitte Februar 1944 abgeschlossen. Die Uraufführung fand am 1. Dezember 1944 in Nürnberg statt, die Berliner Premiere im Tauentzienpalast war erst am 8. März 1945.
Ludwig Reiber und Rudolf Pfenninger gestalteten die Filmbauten, Ursula Maes entwarf die Kostüme. Der Ungar Tibor von Halmay spielte hier seine letzte Filmrolle.
Der Film erhielt das staatliche Filmprädikat „künstlerisch wertvoll“.
Die in den Film geschnittenen Außenaufnahmen des Zuges zeigen unterschiedliche, mitunter von einer Baureihe 18 gezogenen Schnellzüge. Teilweise sind diese auch mit normalen (deutschen) Waggons versehen. Einige Aufnahmen stammen zudem aus Willy Zielkes Film Das Stahltier. In den komplett im Studio entstandenen Bahnsteigs-Szenen sind nachempfundene Teakholz-Wagen der CIWL zu sehen, von denen teilweise deren Namenschriftzüge entfernt wurden. Es dürfte sich dabei jedoch lediglich um Kullissenbauten handeln.

## Rezeption
Chefzensor Arnold Bacmeister schwärmte noch am 23. März 1945 in einem Schreiben an seinen Chef Joseph Goebbels von dem Film und befand: „Das Publikum zeigt sich von diesem spritzigen Kriminalfilm, dem Tempo, Spannung und Humor nicht fehlen, sehr angetan.“ Dennoch wurden Besprechungen des Films in den Pressepublikationen 1944/45 angesichts des Ernstes der Kriegslage nicht zugelassen. Von Bacmeister selbst, dem Leiter der Zensurbehörde, wurde Orient-Express „als der bestgelungene Kriminalfilm der letzten Zeit angesehen“.

„Heiter aufgelockerte, biedere Kriminalunterhaltung für das deutsche Ablenkungskino der Kriegszeit.“